# Démocratie libérale
Démocratie libérale DL, Nederlands: Liberale Democratie, was een politieke partij in Frankrijk. De partij bestond van 1997 tot 2002, volgde een klassiek liberale koers en werd steeds door Alain Madelin geleid.

## Geschiedenis
Démocratie libérale werd op 24 juni 1997 door Alain Madelin als opvolger van de Parti républicain PR opgericht. Hoewel de partij primair moet worden gezien als een voortzetting van de Parti républicain, waren er toch wel een aantal verschillen. Ten eerste wenste Madelin een koersverlegging: de oude PR was vooral een conservatieve partij, terwijl Démocratie libérale een klassiek liberale partij moest worden. Ten tweede sloten zich niet alleen oud-leden van de PR bij Démocratie libérale aan, maar wist de partij te bewerkstelligen dat ook een aantal partijloze parlementariërs en enkele leden van de Parti populaire pour la démocratie française zich aansloten. De Démocratie libérale was aanvankelijk een component van de Union pour la démocratie française UDF, maar in 1998 kwam het tot een breuk tussen Madelin en de zijnen aan de ene kant en het partijbestuur onder aanvoering van François Bayrou van de UDF aan de ander kant. Madelin stond niet geheel afwijzend tegenover lokale samenwerking met het Front national FN, terwijl Bayrou iedere samenwerking met het FN afkeurde. Als gevolg hiervan traden Madelin en het grootste deel van de parlementariërs van DL uit de UDF en vormden op 25 mei 1998 een eigen fractie in de Assemblée nationale: de Démocratie libérale et indépendants. Vanaf dat moment was DL een zelfstandige politieke partij. Die parlementariërs van DL die besloten om lid te blijven van de UDF, vormden de Pôle républicain indépendant et libéral.
Démocratie libérale wekte van meet af aan nauw samen met de Rassemblement pour la République RPR van president Jacques Chirac en bij de Europese Parlementsverkiezingen van 1999 vormden de DL en de PRP een lijstverbinding. Dit stuitte wel op verzet bij enkele eurosceptische leden van de PRP die zich afzetten tegen het Europeanisme van DL. Bij de verkiezingen wist DL drie zetels in het Europees Parlement te veroveren. Een van die zetels werd door Madelin bezet.
In aanloop naar de presidentsverkiezingen van 2002 raakte de partij verdeeld: een deel steunde de kandidatuur van Madelin, maar een ander deel, onder leiding van Jean-Pierre Raffarin, schaarde zich juist achter zittend president Chirac. Démocratie libérale haalde twee zetels. Chirac benoemde na zijn overwinning Raffarin tot premier. De DL en RPR vormden bij de parlementsverkiezingen van 2002 weer een lijstverbinding. Na de verkiezingen werd besloten om de beide partijen te doen fuseren. Een buitengewoon partijcongres stemde op 21 september 2002 in met het fusievoorstel en kwam de Union pour la majorité présidentielle, later de Union pour un mouvement populaire, tot stand.

## Ideologie en achterban
De partij streefde onder andere naar een reductie van de overheidsuitgaven, een kleine overheid en privatisering van de staatsbedrijven en betoonde zich als zodanig een typische klassiek liberale en economisch liberale partij. De partij nam op ethisch gebied meestal behoudende standpunten in, maar beschouwde zich niet als een specifiek conservatieve politieke partij.
Démocratie libérale oefende als partij vooral aantrekkingskracht op Fransen met een hoog inkomen uit. De kiezers van DL waren vaak hoogopgeleid en woonden vaak op het platteland.

## Uitslagen parlementsverkiezingen
Démocratie libérale deed alleen aan de parlementsverkiezingen van juni 2002 mee.
| jaar | zetels | percentage |
| ---- | ------ | ---------- |
| 2002 | 2      | 0,41%      |

## Fracties
- Assemblée nationale: 
  - Démocratie libérale et indépendants 1998-2002
- Senaat:
  - Républicains Indépendants 1998-2002